# أفتخار الهاشمي
أفختار الهاشمي (18 سبتمبر 1973 -)، مذيعة كويتية. قدمت نشرة الإرصاد الجوية لصالح قناة الوطن منذ افتتحها بعام 2007، وظلت تعمل بها لفترة طويلة سبقت إغلاق القناة بعام 2015. وبعد ذلك انتقلت للعمل الإعلامي في تلفزيون الكويت وشاركت بتقديم بعض البرامج فيها